# Liliensternus
 Liliensternus  (früher auch Halticosaurus, die „springende Echse“) war ein mittelgroßer theropoder Dinosaurier, der in der Obertrias (spätes Norium) im heutigen Deutschland lebte. Der etwa 5,15 m lange Coelophysoide wird auf ein Gewicht von etwa 127 kg geschätzt.
Der Raubsaurier wurde nach Hugo Rühle von Lilienstern benannt, der am 1. August 1934 ein paläontologisches Museum in den Nebengebäuden seines Schlosses in Bedheim eröffnet hatte, in dem auch die kurz zuvor entdeckten Saurierfunde vom Gleichberg bei Römhild gezeigt wurden. Das Museum wurde 1969 aufgelöst, die Funde befinden sich heute im Museum für Naturkunde (Berlin).

## Verwandtschaft

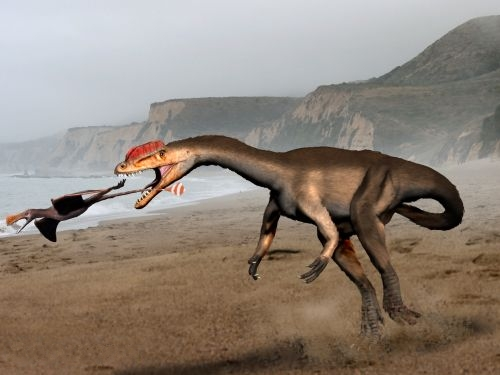
Lebendrekonstruktion von Liliensternus

Obwohl seine Zugehörigkeit zur Coelophysoidea als gesichert gilt, ist immer noch unklar, zu welcher Familie Liliensternus gehört. In der älteren Literatur wird dafür häufig die Halticosauridae verwendet. Diese Familie ist jedoch umstritten. Viel wahrscheinlicher ist es dagegen, dass er zu einer Gruppe von Coelophysoiden gehört, welche vom Stammbaum der Coelophysidae abzweigte und möglicherweise am Ausgangspunkt für die späteren Dilophosaurier stand.
Früher wurde neben der Typusart Liliensternus liliensterni auch ein in Frankreich gefundener Dinosaurier zur Gattung Liliensternus gezählt und als Liliensternus airelensis beschrieben. Nach neueren Untersuchungen wurde diese Art aber in eine eigene Gattung (Lophostropheus) gestellt.